# العلاقات الإسواتينية الباهاماسية
العلاقات الإسواتينية الباهاماسية هي العلاقات الثنائية التي تجمع بين إسواتيني وباهاماس.

## مقارنة بين البلدين
هذه مقارنة عامة ومرجعية للدولتين:
| وجه المقارنة                                              | إسواتيني                                   | باهاماس      |
| --------------------------------------------------------- | ------------------------------------------ | ------------ |
| المساحة (كم2)                                             | 17.36 ألف                                  | 13.88 ألف    |
| عدد السكان (نسمة)                                         | 1.37 مليون                                 | 395.36 ألف   |
| الكثافة السكانية (ن./كم²)                                 | 78.92                                      | 28.48        |
| العاصمة                                                   | لوبامبا، مبابان                            | ناساو        |
| اللغة الرسمية                                             | لغة إنجليزية، لغة سوازي                    | لغة إنجليزية |
| العملة                                                    | ليلانغيني سوازيلندي                        | دولار بهامي  |
| الناتج المحلي الإجمالي (بليون دولار)                      | 4.41 مليار                                 | 12.16 مليار  |
| الناتج المحلي الإجمالي (تعادل القوة الشرائية) بليون دولار | 11.13 مليار                                | 8.92 مليار   |
| الناتج المحلي الإجمالي الاسمي للفرد دولار أمريكي          | 3.20 ألف                                   | 22.82 ألف    |
| الناتج المحلي الإجمالي للفرد دولار أمريكي                 | 8.29 ألف                                   |              |
| مؤشر التنمية البشرية                                      | 0.531                                      | 0.790        |
| رمز المكالمات الدولي                                      | +268                                       | +1242        |
| رمز الإنترنت                                              | .sz                                        | .bs          |
| المنطقة الزمنية                                           | التوقيت القياسي لجنوب أفريقيا، ت ع م+02:00 | 00           |

## منظمات دولية مشتركة
يشترك البلدان في عضوية مجموعة من المنظمات الدولية، منها:
| علم المنظمة | اسم المنظمة                                 | تاريخ انضمام إسواتيني | تاريخ انضمام باهاماس |
| ----------- | ------------------------------------------- | --------------------- | -------------------- |
|             | مؤسسة التنمية الدولية                       | 22 سبتمبر 1969        | 23 يونيو 2008        |
|             | يونسكو                                      | 25 يناير 1978         | 23 أبريل 1981        |
|             | وكالة ضمان الاستثمار متعدد الأطراف          | 18 أبريل 1990         | 4 أكتوبر 1994        |
|             | الأمم المتحدة                               | 24 سبتمبر 1968        | 18 سبتمبر 1973       |
|             | مجموعة دول أفريقيا والكاريبي والمحيط الهادئ | ?                     | ?                    |
|             | دول الكومنولث                               | ?                     | ?                    |
|             | الاتحاد البريدي العالمي                     | ?                     | ?                    |
|             | البنك الدولي للإنشاء والتعمير               | 22 سبتمبر 1969        | 21 أغسطس 1973        |
|             | الاتحاد الدولي للاتصالات                    | 11 نوفمبر 1970        | 19 أغسطس 1974        |
|             | منظمة حظر الأسلحة الكيميائية                | ?                     | ?                    |
|             | مؤسسة التمويل الدولية                       | 22 سبتمبر 1969        | 8 ديسمبر 1986        |
|             | المركز الدولي لتسوية المنازعات الاستشارية   | 14 يوليو 1971         | 18 نوفمبر 1995       |
|             | منظمة الشرطة الجنائية الدولية               | ?                     | ?                    |